# Gortyna lunata
Gortyna lunata är en fjärilsart som beskrevs av Freyer 1839. Gortyna lunata ingår i släktet Gortyna och familjen nattflyn. Inga underarter finns listade i Catalogue of Life.